# Janez Dular (slavist)
Janez Dular, slovenski jezikoslovec, politik in urednik , * 23. september 1943, Vavta vas.

## Življenje in delo
Diplomiral je 1968 iz slavistike na ljubljanski filozofski fakulteti (FF), 1974 magistriral in 1983 doktoriral. V letih 1969−1972 je lektor pri časopisu Delo, nato se je zaposlil na ljubljanski FF , 1984–1989 bil tu docent za slovenski knjižni jezik in stilistiko. V letih 1990−1992 je bil v 1. vladi Republike Slovenije minister za vprašanja Slovencev po svetu in narodnostnih skupnostih v Sloveniji, 1996–1997 je bil minister za kulturo v 3. vladi Republike Slovenije (vmes je 1992–1996 delal kot lektor in vršilec dolžnosti odgovornega urednika pri časopisu 
Slovenec); 1998–2001 je bil glavni urednik celjske Mohorjeve družbe, nato direktor Urada Republike Slovenije za slovenski jezik. 
Objavil je več jezikoslovnih člankov, razprav in kritik s področja zvrstnosti, skladnje, jezikovne terminologije, besediloslovja, pravopisa in slovničarstva. Je soavtor več srednješolskih učbenikov, bil je član uredniškega odbora pri sestavljanju novih pravopisnih pravil in razen 1990–1992 in 1996–1997 uredniškega odbora Slovenskega pravopisa (2001). Osrednje in najbolj povezano področje njegovega znanstvenega in družbenega delovanja je obravnavanje zvrstno, funkcijsko opredeljene kulture jezika ter jezikovna politika.
Poročen je s slovensko jezikoslovko in slavistko Alenko Šivic Dular. 